# Sukalaksana (Sukakarya)
Sukalaksana is een bestuurslaag in het regentschap Bekasi van de provincie West-Java, Indonesië. Sukalaksana telt 6010 inwoners (volkstelling 2010).